# Janusz-Korczak-Gesamtschule (Neuss)
Die Janusz-Korczak-Gesamtschule ist eine Gesamtschule im Stadtzentrum von Neuss. Benannt wurde die Schule 1990 nach dem polnischen Arzt, Kinderbuchautor und Pädagogen Janusz Korczak. Sie verfügt seit 2007 über das „Berufswahl-Siegel“ und seit 2010 das „Fairness-Siegel“. Die Schule unterhält Kooperationen mit mehreren Unternehmen wie Kaufhof, Dachser und Opel Dresen.

## Geschichte
Ab dem Jahr 1990 teilte sich die Gesamtschule die Räumlichkeiten am Platz am Niedertor mit dem Theodor-Schwann-Gymnasium. Seit dessen Schließung im Jahr 1992 nutzt sie das Schulgebäude allein. Ein weiterer Standort war 1990 der der früheren Hauptschule an der Sternstraße. Ab 1991 wurde als zweiter Standort das Gebäude der auslaufenden Kardinal-von-Galen-Hauptschule genutzt, seit dem Schuljahr 1993/94 allein.
Die gymnasiale Oberstufe der Gesamtschule kooperiert seit dem Schuljahr 2000/2001 mit dem Marie-Curie-Gymnasium in Neuss. Seit dem Schuljahr 2007/08 gibt es ab der 11. Jahrgangsstufe Spanischunterricht. 2009 wurde die Schule saniert und erhielt ein Selbstlernzentrum (SLZ) mit elektronischer Tafel. IM Schuljahr 2011/12 wird die Schule Pilotschule für das s.i.n.us (sicher im Netz unterwegs)-Projekt des Rhein-Kreis Neuss. 2014 bot die Gesamtschule eine Einstiegsklasse für Schüler mit Migrationshintergrund an, die nur über schlechte Deutschkenntnisse verfügten. Seit 2016 ist die Gesamtschule eine Fairtrade-School.
Die Janusz-Korczak-Gesamtschule nimmt ab dem Schuljahr 2018/19 als eine von 150 weiterführenden Schule an einem auf zehn Jahre angelegten bundesweiten Projekt zur Hochbegabtenförderung teil.